# Jacques-Yves Henckes
Jacques-Yves Henckes (* 12. Oktober 1945 in Luxemburg-Stadt) ist ein luxemburgischer Rechtsanwalt, liberaler Politiker sowie ehemaliger ADR-Abgeordneter.

## Leben
Jacques-Yves Henckes wurde Mitglied der DP für welche er von 1975 bis 1993 als Schöffe im Gemeinderat in Luxemburg-Stadt vertreten war. In die Chambre des Députés zog er erstmals vom 7. Februar bis 5. Juni 1984 ein, verlor seinen Sitz jedoch bereits bei den damaligen Wahlen vom 17. Juni 1984. Bereits ein Jahr später, am 10. Oktober 1985, zog er erneut ein und verblieb dort bis zu den Wahlen im Jahre 1989.
Jacques-Yves Henckes trat aus der DP aus und war Mitbegründer der ADR, die sich anfangs noch „Aktionskomitee 5/6“ (dt. Aktionskomitee 5/6) nannte. Er konnte 1993 auf der Liste der ADR seinen Gemeinderatssitz zurückgewinnen. Seit der Gründung der ADR 1989 saß er bis 2013 auch ununterbrochen in der Chambre des Députés. Ende 2012 kam es zum Streit mit der Parteiführung der ADR. Henckes gab seinen Parteiaustritt bekannt. Sein Abgeordnetenmandat gab er allerdings nicht auf und saß so bis zu den vorgezogenen Parlamentswahlen als unabhängiger Parlamentarier in der Chambre des Députés. An den vorgezogenen Parlamentswahlen 2013 nahm er dann nicht mehr teil, womit er aus dem Parlament ausschied.
Im März 2011 wurde Henckes vom Gericht wegen fahrlässiger Tötung zu einer Bewährungsstrafe von drei Monaten, einem einjährigen Fahrverbot auf Bewährung, sowie einer Geldstrafe verurteilt. Bei einem tödlichen Verkehrszwischenfall, bei dem Henckes die Schuld trägt, wurde ein Familienmitglied getötet.